# Jan z Szadka
Jan z Szadka, w latach 1434–1435 dziekan wydziału sztuk wyzwolonych w Akademii Krakowskiej.
Ukończył on studia prawnicze jako magister i licencjat dekretów. Jako biegły prawnik zasłużył się w dyplomacji, uczestnicząc w układach między Władysławem Czeskim, Maciejem Węgierskim i królewiczem Kazimierzem. Był także autorem wartościowego komentarza do kroniki mistrza Wincentego, zwanego Kadłubkiem.